# Jørgen Lindegaard
Jørgen Lindegaard, född 7 oktober 1948, är en dansk ingenjör och företagsledare.
Lindegaard tog civilingenjörsexamen från Danmarks Tekniske Højskole 1975, och arbetade därefter i olika telekommunikationföretag i drygt 25 år. Han var därefter verkställande direktör för SAS från 2001 till 2006.
När Lindegaard i maj 2006 meddelade att han skulle avgå hade styrelsen ännu inte utsett någon efterträdare. Gunnar Reitan var därför under augusti-december 2006 tillförordnad verkställande direktör innan Mats Jansson tillträdde.